# 2013年3月中國大陸

## 3月31日
- 北京出台楼市调控细则，3月31日起，北京市户籍成年单身人士在本市未拥有住房的，限购1套住房；对已拥有1套及以上住房的，暂停在本市向其出售住房。人民日报/人民网
- 国家卫生和计生委通报上海市两人感染全球首次发现的新亚型H7N9禽流感病毒死亡，安徽省一人感染H7N9病情危重正在抢救。中央电视台（页面存档备份，存于）
- 中国人民解放军海军南海舰队联合机动编队在西太平洋开展对海实弹射击训练。人民日报/人民网

## 3月29日
- 继微博实名制之后，国务院办公厅称明年6月底前全国实行网络实名制。新京报/新华网（页面存档备份，存于）
- 3月29日凌晨6时，位于拉萨市以东墨竹工卡县扎西岗乡斯布村附近7公里的一个山谷里，中国黄金集团一处矿区，因自然灾害发生山体垮塌。消息显示：83人被埋。新华网（页面存档备份，存于）
- 29日晚10时36分左右，地处吉林省白山市江源区的通化矿业（集团）有限责任公司八宝煤矿发生一起瓦斯爆炸事故。造成２８人死亡。新华网（页面存档备份，存于）
- 中央军委宣布自今年5月1日起“非装备的”宾利、保时捷、林肯等豪车不得悬挂军车车牌。新华网 Archive.today的存檔，存档日期2013-04-28

## 3月28日
- 浙江张辉、张高平叔“强奸致死”案当事人谈十年冤狱：获罪后孕妻堕胎离婚，伸冤被送至新疆严管，写信寄不出。潇湘晨报
- 中国人民大学环境学院等机构发布《中国城市空气质量管理绩效评估》，称中国空气质量差和极差城市占近九成。大众网

## 3月27日
- 河南省中牟县农民宋合义因不同意将其承包的林地转让给河南省弘亿国际农业科技公司，后者开铲车闯入宋合义的林地将其碾死。新华网（页面存档备份，存于）
  - 中共中牟县县委县政府回应称纯属意外。央视网（页面存档备份，存于）

## 3月26日
- 公安部部署专项行动整治货车野蛮驾驶。公安部（页面存档备份，存于）
- 最高人民法院未依法回复杭州律师有关全国人大常委会委员长及副委员长等人选举无效的诉讼。据称上述人员在当选时，同时担任了行政机关职务，与《中华人民共和国宪法》第65条冲突。BBC（页面存档备份，存于）中央政府（页面存档备份，存于）

## 3月22日
- 云南省昭通市3城管执法队员在西街没收乞讨盲人的身份证、残疾证和导盲杖，将其打伤掷于水中。网易（页面存档备份，存于）
  - 当局回应称系盲人持棍打伤城管和警察后，自伤并跳入水池中。极少数别有用心的人录影在网上炒作。南方都市报
- 设计时速350km/h的哈大高铁，运行时速不到200km/h，耗资千亿运营速度却与普通铁路无异。专家称施工贪腐导致质量不达标，改造起来成本高且十分麻烦。21世纪经济报道

## 3月21日
- 今日有媒体报道，铁道部分拆后成立的中国铁路总公司级别将定为“正部级”，直接隶属于国务院而非划在国资委麾下。而归口至交通运输部的国家铁路局定为副部级。3月14日，中国铁路总公司已经挂牌成立，注册资金为10360亿元，盛光祖为公司法定代表人。21世纪经济报道

## 3月20日
- 从18日至20日，湖南广东福建贵州江西海南广西等多地遭受龙卷风、暴雨和冰雹袭击，导致东莞市8人死亡136人受伤，湖南省死亡3人死亡30余人受伤，福建省3死12人失踪。成都晚报广州日报广西新闻网（页面存档备份，存于）南海网（页面存档备份，存于）

## 3月19日
- 河北省时年21岁的青年聂树斌涉嫌奸杀于1995年被判处死刑并执行枪决，2005年“真凶”另有人认罪并成功指认现场。河北省高级人民法院表示此案难度大，还在核查。安徽卫视 人民日报（页面存档备份，存于）
- 浙江省杭州市微博传闻称怪病致人死亡。卫生部门紧急辟谣，公安部门抓获4名造谣者。中新网（页面存档备份，存于）

## 3月18日
- 下午16时20分许，云南省一辆由保山市腾冲县驶往楚雄州南华县的大客车发生翻下60余米深山沟的重大交通事故，造成13人死亡，15人受伤，其中9人重伤，2人危重。中国新闻网（页面存档备份，存于）

## 3月17日
- 第十二届全国人民代表大会第一次会议和第十二届全国政治协商会议第一次会议结束，两会选举出习近平为新一届中华人民共和国主席兼中央军委主席，张德江为全国人大常委会委员长，李源潮为国家副主席，李克强为国务院总理， 张高丽、刘延东、汪洋、马凯为国务院副总理，俞正声为全国政协主席。 新华社专题（页面存档备份，存于）凤凰网专题（页面存档备份，存于）

## 3月13日
- 自3月5日始，上海黄浦江松江段水源保护区陆续打捞出死猪，截止3月13日，已打捞出6600头，凤凰网专题（页面存档备份，存于）人民网

## 3月12日
- 晚20时许，贵州省六盘水市水城县水矿集团格目底公司马场煤矿13302底板瓦斯抽放巷发生一起重大煤与瓦斯突出事故，致21人死亡，4人下落不明。事故发生时，当班下井人员83人，仅58人安全升井。新华网 Archive.today的存檔，存档日期2013-04-29

## 3月10日
- 湖南省军区展开专项行动严格执行军车配备标准，严禁保时捷和玛莎拉蒂悬挂军车车牌。华声在线

## 3月7日
- 全国人大代表、编剧赵冬苓发起提案称征税权应由国务院收归全国人大。中国网（页面存档备份，存于）

## 3月6日
- 长春盗车嫌犯自首，婴儿被掐死埋于雪中。网易新闻

## 3月5日
- 中华人民共和国国务院公布第七批全国重点文物保护单位，共计1943处，另有47处与现有全国重点文物保护单位合并的项目[1]。

## 3月4日
- 卫生部表示两年后人体器官移植有望不再依赖死刑犯。北京晨报（2013年3月5日）
  - 卫生部驳斥中国随意取死刑犯器官移植的报道，称别有用心恶意诋毁中国的司法制度。新华网（页面存档备份，存于）（2006年4月）
- 代表委员热议环保部花费10亿人民币调查土壤污染结果属“国家机密”：因为污染太惊人。大江网（页面存档备份，存于）
- 铁道部部长盛光祖表示不清楚自己是不是最后一任铁道部长，称支持大部制改革。新华网（页面存档备份，存于）
- 对二手房交易增收20%所得税？——住建部回应对新“国五条”将会推高房价质疑：试一段再说。中新网（页面存档备份，存于）
  - 住建部部长姜伟新一天三次被记者围堵：追进厕所，追上会议桌仍不愿谈新出台的楼市调控政策“国十条”。南方都市报
- 中电投集团所有的鸿源热力公司因管道爆裂导致辽宁省阜新市近5万户居民供暖中断逾10天，称领导开会没空回应。新华网（页面存档备份，存于）
- 媒体报道河南省正阳县40多名老人申请护照出国乞讨，被当地公安局禁止出境。华商报（页面存档备份，存于）

## 3月3日
- 中国人民政治协商会议第十二届全国委员会第一次会议下午3点在北京开幕。
- 全国政协主席贾庆林称要健全非正常上访终结机制[2]。
- 致公党中央代表陈光标旁听全国政协十二届一次会议，表示计划生育应修改，未完成九年义务教育者不应生孩子，以期提高国民整体素质[3]。